# Absoluut Aalsmeer
Absoluut Aalsmeer (AA) is een lokale politieke partij in de Noord-Hollandse gemeente Aalsmeer. De partij is op 21 december 2017 opgericht om de bestuurlijke problemen aan te pakken in de gemeente. Oprichters waren Dick Kuin, Peter Smolders en Martijn Schok, waarvan de eerste twee al politieke ervaring hadden opgedaan bij de partij Aalsmeerse Belangen, die mede vanwege overstappers naar AA in 2018 niet meedeed aan de verkiezingen. Belangrijke thema's voor de partij zijn zoal het behouden van Aalsmeer als zelfstandige gemeente en het regelen van huisvesting voor jongeren en ouderen, en de partij wil dat de gemeente snel en kritisch reageert op ontwikkelingen omtrent luchthaven Schiphol in de naburige gemeente Haarlemmermeer.

## Geschiedenis
De partij behaalde bij de verkiezingen van 2018 een paar maanden na de oprichting vier zetels, twee minder dan Aalsmeerse Belangen vier jaar eerder, vanwaar een aantal raadsleden naar AA zijn overgestapt. In januari 2020 werd raadsnestor René Martijn uit de fractie gezet, omdat hij had aangegeven geen vertrouwen meer te hebben in de fractie en met name de werkwijze van een aantal fractiegenoten. In april 2021 sloot voormalig D66-raadslid Judith Keessen zich aan bij AA, waarbij beide aangaven veel raakvlakken te hebben in zoal de manier van politiek bedrijven en meer groen in de gemeente. Hiermee kwam de partij aan het eind van de raadsperiode alsnog uit op vier raadszetels.
Bij de gemeenteraadsverkiezingen van 2022 werd Absoluut Aalsmeer de grootste partij in de raad, met zes zetels. Hierdoor kwam de partij in het college, samen met VVD, CDA en D66, waarbij partijleider Dick Kuin wethouder werd. Dit was hij tot maart 2023, toen hij werd weggestemd door de gemeenteraad. Kort daarvoor was VVD-wethouder Robert van Rijn opgestapt, die vond dat Kuin zijn macht misbruikte rondom de herinrichting van het Fort bij Kudelstaart. In juni 2023 splitsten twee raadsleden zich af vanwege een vertrouwensbreuk, en gingen zij verder onder de naam FlorAalsmeer. Hierop besloten VVD, CDA en D66 de coalitie voort te zetten zonder AA, waardoor er geen nieuwe AA-wethouder kwam.

## Verkiezingen
De partij heeft bij verkiezingen de volgende zetelaantallen behaald:
| Jaar | Stemmen | %   | Zetels |
| ---- | ------- | --- | ------ |
| 2018 | 2.393   | 18% | 4 / 23 |
| 2022 | 3.428   | 27% | 6 / 23 |